# Spruzzatura termica

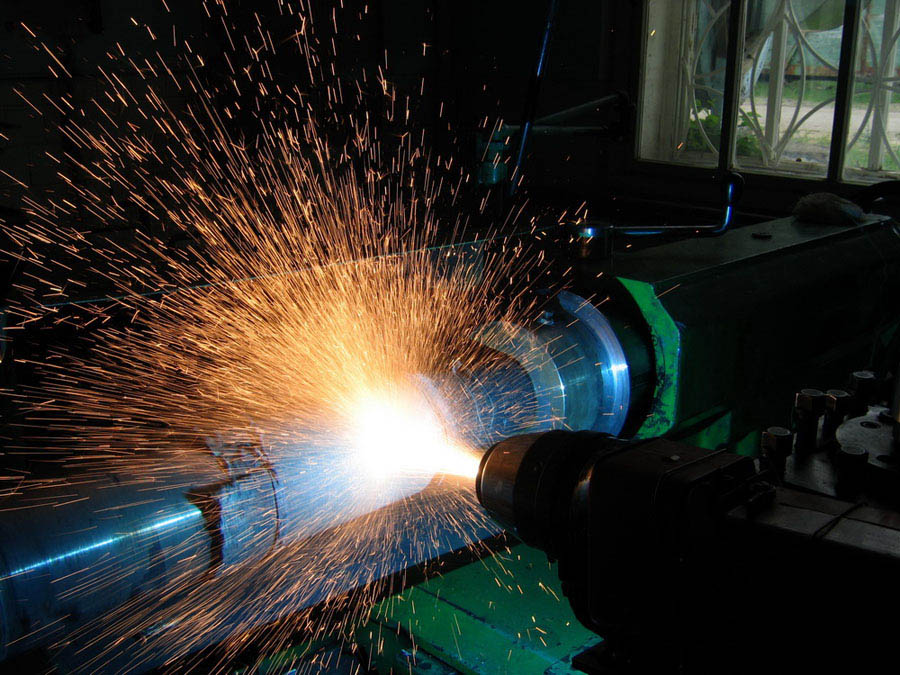
Esempio di spruzzatura termica

Spruzzatura termica (in inglese thermal spraying), noto anche come metallizzazione o riporto a freddo, sono processi di rivestimento in cui dei materiali fusi (o riscaldati) vengono spruzzati da una fiamma originata da una pistola su di una superficie la quale si desidera rivestire. Il "feedstock" (precursore del rivestimento) è riscaldato da mezzi elettrici (plasma o arco) o chimici (fiamma di combustione).
La spruzzatura termica può fornire rivestimenti spessi da circa 20 micron a diversi mm, a seconda del processo e della materia prima utilizzata, su una vasta area ed in poco tempo rispetto ad altri processi di rivestimento quali elettrodeposizione, deposizione fisica da vapore e deposizione chimica da vapore. I materiali di rivestimento disponibili per la spruzzatura termica comprendono metalli, leghe, ceramiche, materie plastiche e materiali compositi. Sono alimentati in polvere o in forma di filo metallico, riscaldati allo stato fuso e accelerati verso substrati sotto forma di particelle di dimensioni micrometriche. La combustione o la scarica elettrica dell'arco viene solitamente utilizzata come fonte di energia per la spruzzatura termica. I rivestimenti risultanti sono costituiti dall'accumulo di numerose particelle spruzzate. La superficie potrebbe non riscaldarsi in modo significativo, consentendo il rivestimento di sostanze infiammabili.

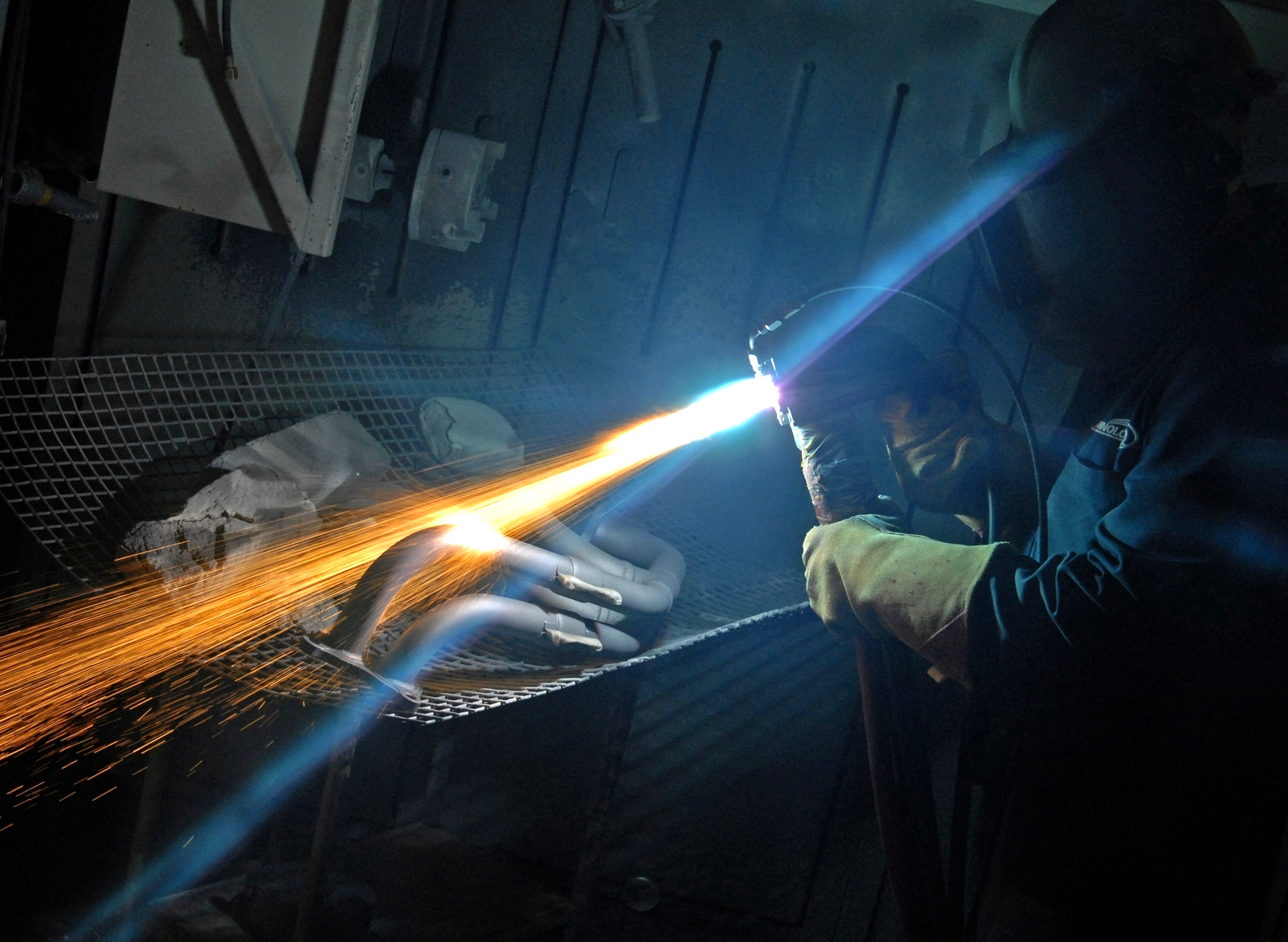
Esempio di spruzzatura al plasma, una variante della spruzzatura termica

La qualità del rivestimento viene generalmente valutata misurandone la porosità, il contenuto di ossido, la macrolivello e la microdurezza, la forza di adesione e la ruvidità della superficie. Generalmente, la qualità del rivestimento aumenta con l'aumentare della velocità delle particelle.
Vi sono diverse varianti di spruzzatura termica:
- Spruzzo al plasma
- Spruzzo di detonazione
- Spruzzo ad arco elettrico
- Spruzzatura di fiamma
- Irrorazione con rivestimento ossi-combustibile ad alta velocità (HVOF)
- Combustibile ad aria ad alta velocità (HVAF)
- Spruzzatura calda
- Spruzzatura a freddo

Nel processo di spruzzatura di fiamma (sviluppato tra il 1910 e il 1920) e irrorazione dell'arco, le velocità delle particelle sono generalmente basse (inferiore ai 150 m/s) e le materie prime devono essere fuse per essere depositate. La spruzzatura al plasma, sviluppata negli anni 70, utilizza un getto di plasma ad alta temperatura generato da scarica ad arco, che rende possibile spruzzare materiali refrattari come ossidi o molibdeni.